# Pet Your Friends
Pet Your Friends é o álbum de estreia lançado pela banda estadunidense Dishwalla, no dia 22 de agosto de 1995. O trabalho em si não obteve êxito inicialmente, porém em 1996 esta situação mudou com o lançamento do terceiro single chamado "Counting Blue Cars", que aumentou as vendas do disco e o tornou um sucesso nos Estados Unidos da América, vendendo mais de 1 milhão de cópias, assim concedendo ao grupo um disco de platina pela marca atingida.[carece de fontes?]

## Faixas
1. "Pretty Babies" - 5:30
2. "Haze" - 4:21
3. "Counting Blue Cars" - 4:51
4. "Explode" - 3:02
5. "Charlie Brown's Parents" - 5:15
6. "Give" - 5:25
7. "Miss Emma Peel" - 4:06
8. "Moisture" - 5:23
9. "The Feeder" - 3:58
10. "All She Can See" - 3:45
11. "Only For So Long" - 2:58
12. "Date With Sarah" (faixa escondida) - 4:28

## Posições nas Paradas Norte-americanas
| Ano  | Álbum            | Parada            | Posição |
| 1996 | Pet Your Friends | The Billboard 200 | Nº 89   |
| 1996 | Pet Your Friends | Heatseekers       | Nº 1    |